# Skrzynka (powiat dąbrowski)
Skrzynka – wieś w Polsce, położona w województwie małopolskim, w powiecie dąbrowskim, w gminie Szczucin.
Pod względem geograficznym wieś leży w zachodniej odnodze Kotliny Sandomierskiej, w dolinie Wisły.
W latach 1975–1998 miejscowość należała administracyjnie do województwa tarnowskiego.
| SIMC    | Nazwa       | Rodzaj                          |
| ------- | ----------- | ------------------------------- |
| 1048813 | Chmielnie   | część wsi (zniesiona w 2023 r.) |
| 0830919 | Łąki        | część wsi                       |
| 0830925 | Nowa Wieś   | część wsi                       |
| 0830931 | Podlesie    | część wsi                       |
| 0830948 | Ruda        | część wsi                       |
| 0830954 | Stara Wieś  | część wsi                       |
| 0830960 | Wieżyce     | część wsi                       |
| 0830977 | Wiktorów    | część wsi                       |
| 0830983 | Zachmielnie | część wsi                       |
| 0830990 | Zagórcze    | część wsi (zniesiona w 2023 r.) |

Wzmiankowana pod koniec XVI wieku jako osada założona przez kasztelana radomskiego Andrzeja Firleja na terenach królewskich w Puszczy Mędrzechowskiej, należących do starostwa korczyńskiego. Nielegalna lokacja wsi doprowadziła do konfliktu zbrojnego pomiędzy oddziałami Firleja i Stanisława Ligęzy, starosty opoczyńskiego, a wojskami starosty korczyńskiego i marszałka wielkiego koronnego Zygmunta Myszkowskiego. Spór ten stanowi przykład samowoli szlachty wobec królewszczyzn w Rzeczypospolitej Obojga Narodów. Po śmierci Andrzeja Firleja osadnictwo było kontynuowane przez jego syna, Jana Firleja.
Wieś po raz pierwszy wspomniana jest w Rejestrze Poborowym z roku 1577 jako Kryniczna Wola. Ponadto o miejscowości wspomina także rejestr powiatu Wiślickiego z roku 1674. 
Na przełomie XVI i XVII wieku wieś należała do rodziny Stadnickich ze Żmigrodu. W roku 1676 przeszła w ręce Mazowieckich herbu Pomian, aby na początku XVIII wieku powrócić w ręce Stadnickich. Wśród właścicieli Skrzynki w XIX wieku była rodzina Żeleńskich, zaś jej współwłaścicielem w okresie międzywojennym byli Żurawscy ze Lwowa.
Spis powszechny z roku 1869 podawał, że w miejscowości mieszkało 514 osób, zaś obecnie wieś liczy około 700 mieszkańców.
W Skrzynce urodziła się Zofia Strzałkowska.
Miejscowość uznawana jest za atrakcyjną pod względem agroturystycznym, co wiąże się ze znikomym uprzemysłowieniem jej terenu. W Skrzynce głównym źródłem zarobkowym jest rolnictwo. Na terenie miejscowości znajduje się kopalnia żwiru, piasku i kruszywa. Przez Skrzynkę przechodzi Droga krajowa nr 73.
Naturalną południową granicą Skrzynki jest rzeka Breń, zaś przez samą miejscowość przepływa rzeczka Rybnica. W południowej części wsi znajduje się naturalny staw o powierzchni ok. 1 ha, będący siedliskiem ptactwa wodnego (m.in. łabędź niemy). Północną granicą jest las, na którego terenie mają stanowiska rośliny chronione – konwalia majowa i zawilec pospolity.
W Skrzynce działa Zespół Szkolno-Przedszkolny im. Marii Kozaczkowej, założony w roku 1909 jako Szkoła Podstawowa.